# Niels Wittich
Niels Wittich (* 5. August 1972 in Erlensee) ist ein deutscher Motorsportfunktionär und ehemaliger Rennleiter der Formel 1.
Wittich war ab 2000 im Motorsport tätig.

## Laufbahn
Wittich begann seine Motorsportkarriere im Jahr 2000, als er durch seinen Arbeitgeber und den Deutschen Motorsport-Bund (DMSB) erstmals mit dem Motorsport in Berührung kam, insbesondere im Rahmen der Deutschen Tourenwagen Masters (DTM). Nach einem Bauingenieur-Studium an der Technischen Universität Darmstadt und der Fachhochschule Frankfurt widmete er sich immer mehr dem Motorsport und arbeitete sich von technischen Positionen zum Rennleiter hoch.
Seine erste Rolle als Rennleiter übernahm Wittich im Jahr 2009 beim Volkswagen-Scirocco-Cup. Seitdem war er in verschiedenen Rennserien tätig, darunter sieben Jahre lang als Rennleiter im GT-Masters und in der Saison 2016/17 in gleicher Funktion für die Formel E. Parallel dazu übernahm er Stellvertreter-Funktionen und unterstützte die Rennleitung in verschiedenen Serien, darunter auch in der Formel 1 und der DTM.
Im Jahr 2021 leitete Wittich eine Saison lang die DTM, bevor er zur Saison 2022 als einer der Rennleiter in die Formel 1 berufen wurde. Neben seiner Tätigkeit als Rennleiter ist er seit Dezember 2021 auch als Sportlicher Leiter im Bereich Formelsport beim Automobil-Weltverband tätig. Zu seinen Aufgaben zählt unter anderem die Inspektion von Rennstrecken im Auftrag des Weltverbands.
In der Saison 2022 teilte sich Wittich die Rolle des Rennleiters in der Formel 1 mit dem Portugiesen Eduardo Freitas. Geplant waren jeweils zwei Events als Rennleiter, gefolgt von zwei Events als Stellvertreter. Unterstützt wurden sie dabei durch erfahrene Rennleitungsmitarbeiter wie Herbie Blash und Colin Haywood, die eigens aus dem Ruhestand zurückgeholt wurden. Freitas wurde während der Saison von seinem Posten entbunden, so dass Wittich ab dem Großen Preis der USA 2022 in Austin als einziger Rennleiter im Amt war, das er auch im Jahr 2023 innehatte.
Am 12. November 2024 wurde Wittich mit sofortiger Wirkung von seinem Amt als Renndirektor entlassen.